# Leduc 0.21
Die Leduc 0.21 war ein Forschungsflugzeug, das in Frankreich im Jahre 1953 gebaut wurde, um die praktischen Aspekte des Staustrahltriebwerks zu verfeinern. Dem Team stand als Berater, bei der Entwicklung und Erprobung, der bekannte österreichische Luft- und Raumfahrtexperte Eugen Sänger zur Seite.

## Geschichte
Zunächst als 0.20 vorgeschlagen, war sie ihrem Vorgänger Leduc 0.10 sehr ähnlich, jedoch um etwa 30 % vergrößert und mit Kraftstoff-Tanks an den Flügelenden versehen.
Wie schon das Vorgängermodell konnte es nicht aus eigener Kraft abheben und musste emporgeschleppt werden.
Zwei Exemplare wurden gebaut und absolvierten ein umfangreiches Flugtestprogramm von 1953 bis 1956, um einsatzfähige Leistungsprofile für das Staustrahltriebwerk zu entwickeln.
Insgesamt wurden 284 Freiflüge gemacht. Nur für Unterschallgeschwindigkeiten gebaut, erreicht die 0.21 eine Höchstgeschwindigkeit von Mach 0,95.

## Technische Daten
Allgemeine Eigenschaften
- Besatzung: 1
- Länge: 12,50 m
- Spannweite: 11,60 m
- Flügelfläche: 22,0 m²
- Leergewicht: 3.300 kg
- Bruttogewicht: 6.000 kg
- Triebwerk: 1 × Leduc-Staustrahltriebwerk, 63,7 kN Schub
- Höchstgeschwindigkeit: 900 km/h

## Referenzen
- Michael J. H. Taylor: Jane's Encyclopedia of Aviation. Studio Editions, London 1989, S. 570.
- World Aircraft Information Files. Bright Star Publishing, London, S. File 900 Sheet 5.
- Tony Buttler, Jean-Louis Delezenne: X-Planes of Europe. Hikoki Publications, Manchester 2012, ISBN 978-1-902109-21-3.